# Konversation
Konversation は KDE (K Desktop Environment) 用のインターネット・リレー・チャット (IRC) クライアントである。Konversation は現在 KDE Extragear モジュール内でメンテナンスされており、これは KDE のリリースサイクルとは独立したリリースサイクルに従っているということである。

## 機能
Konversation には以下の機能が含まれる。
- （KPart 技術を使った）Konsole の統合
- KAddressBook との提携
- ニックリストのテーマを切り替えられる
- スクリプトにたいするエイリアスシステム
- OSD (On Screen Display)
- チャンネルとサーバのブックマーク
- Blowfish のサポート
- IPv6 のサポート
- UTF-8
- 複数サーバのサポート
- TLS
- シェルスクリプトを使ってスクリプト化できる
- 役に立つスクリプト（例：Google 検索をするための google）
- DCC プロトコルのサポート